# ヴィドゥハム・サブハ駅
ヴィドゥハム・サブハ駅（ヴィドゥハム・サブハえき、英語: Vidhan Sabha、ヒンディー語: विधान सभा）は、インドデリーにあるデリー・メトロイエローラインの駅である。